# Léon Jullemier
Pour les articles homonymes, voir Jullemier.
 (mai 2009).
Léon Jullemier (Brest, 11 avril 1874 - Paris 6e, 7 septembre 1960) est un médecin et officier français.

## Biographie
Docteur en médecine depuis 1902, il est pendant la Première Guerre mondiale médecin aide-major dans la colonne du Sud Cameroun lors de la conquête franco-britannique de cette colonie allemande en 1915-1916.
Il travaille ensuite comme hygiéniste et épidémiologiste, notamment sur l'étude de la trypanosomiase. En 1917-1918, faisant partie des équipes d'Eugène Jamot, il visite les rives du Nyong et de la Sanaga, et cartographie les zones de contamination dans la région du Sud-Cameroun comprise entre ces deux fleuves. 
Après la guerre, il est médecin-navigant et exerce à bord du paquebot L’Atlantique, ravagé par le feu le 4 janvier 1933 ; son nom est indiqué parmi les rescapés.

## Postérité
- C'est en hommage à Léon Jullemier que fut nommé le mont Jullemier (îles Kerguelen) par Raymond Rallier du Baty[6].